# Jazz en España

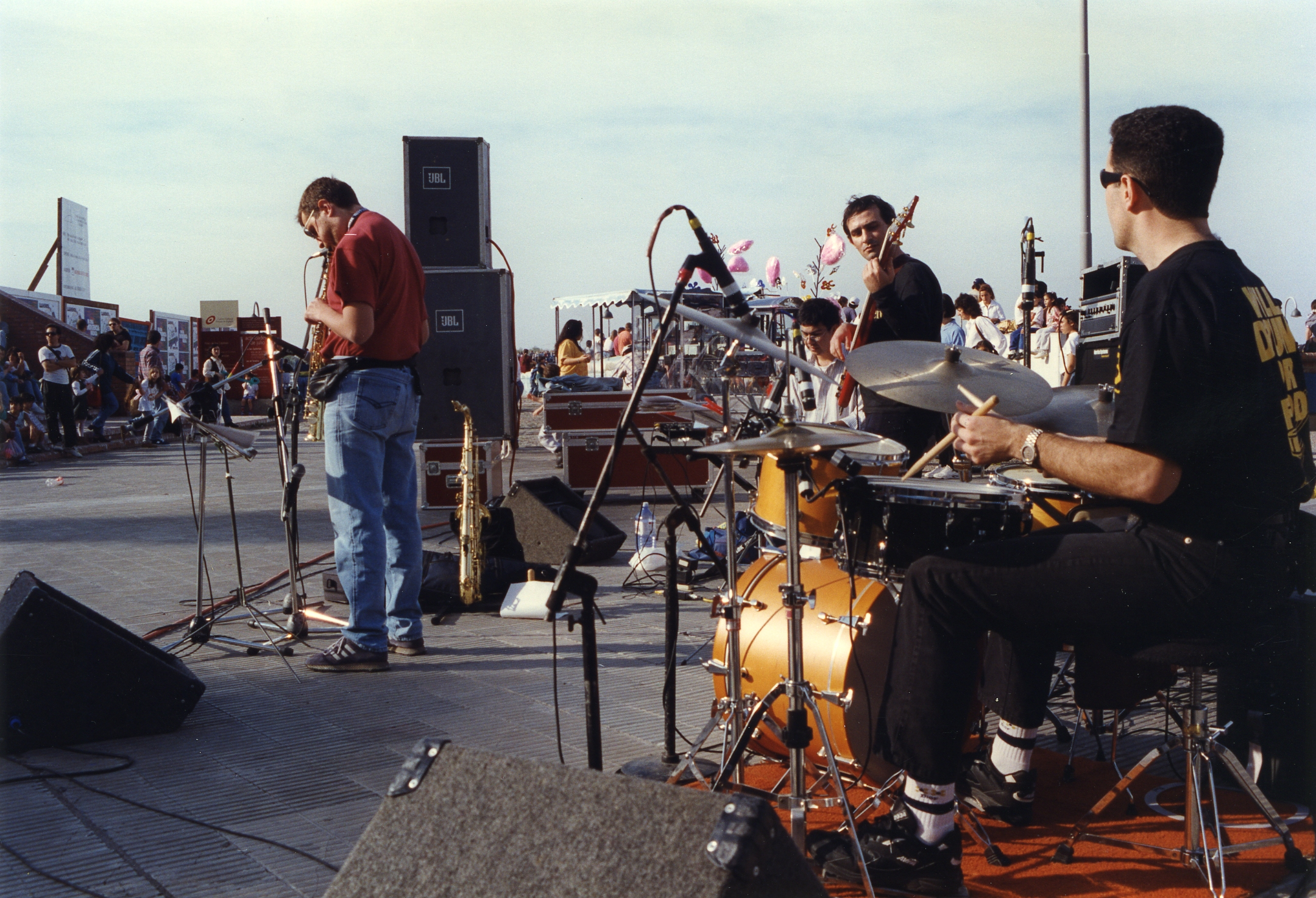
Concierto de la banda "Rosario Jazz"

El jazz en España se ha caracterizado históricamente por su escasa presencia, hasta el punto de que, en su Enciclopedia del Jazz, Leonard Feather escribió: «España, es un desierto para el jazz». El número de músicos de repercusión internacional que ha dado el jazz español ha sido limitado, reduciéndose prácticamente a Tete Montoliu. Sin embargo, el panorama ha cambiado en la medida en que, en las últimas décadas, el jazz ha encontrado un punto de conexión con las músicas populares del mosaico cultural español, introduciendo sonoridades mediterráneas, flamencas o celtas. 

## Historia del jazz en España
La música de Jazz llegó a Europa en tiempos de la Primera Guerra Mundial. Londres y París recibieron los nuevos ritmos con los brazos abiertos y los incluyeron rápidamente. Así una música nacida con toda seguridad en los estratos sociales más bajos y carentes de cultura del sur de EE. UU., pasó a ser una música culta, casi intelectual en Europa. Compositores tales como Debussy o Ravel, incluyeron aromas del primitivo jazz en sus composiciones, dándole a esa música el respaldo intelectual que no podían otorgarle los salones de baile que la acogieron inicialmente.

### Primer tercio delsigloXX
En España, la primera referencia directa real al jazz data de 1929, cuando Sam Wooding y sus "Chocolate Kiddies", actuaron en Madrid, San Sebastián y Barcelona, ciudad esta en la que incluso grabaron un disco. También en 1929, en la Exposición Universal de Barcelona, actuó la orquesta británica de Jack Hilton, y luego la orquesta de Harry Flemming, que incluía a músicos como el trompetista Tommy Ladnier. No obstante, hubo algunos precedentes, comenzando por la locura del ragtime, que se adueñó de salones de baile. La eclosión de los ritmos y músicos de jazz afroamericano en Europa en los años 1914 a 1929, coincidió en nuestro país con el periodo de la dictadura de Primo de Rivera y la generación de 1927. En esta época, en los bajos del Hotel Palace, en el Rector's Club, solía tocar una "orquesta de negros".
El fox-trot, fue la carta de la que se sirvió el jazz para hacer su presentación en sociedad. Ragtime, rumba-habanera, fox-trot, charlestón y demás ritmos nacidos del árbol musical afroamericano mantienen similitudes incuestionables desde su origen común urbano. Conservan en su esquema formal, rítmico e instrumental, el sedimento de lo español y africano, y su singularidad le viene de la utilización por el intérprete de la síncopa y el acento desplazado, recursos rítmicos que provienen de la música africana. Todas tuvieron que ver con el nacimiento del jazz. Casi todos los músicos de entonces confirman la latinidad y españolidad del jazz en sus orígenes remotos. Aquel impulso renovador de los ambientes musicales alumbró una primera generación de practicantes. Barcelona contó con el primer nombre del jazz español: Miguel Torné, que desplegaba todo un conjunto de instrumentos: esquilas, flautas de válvulas o jazz-flutes, serruchos, xilofones diatónicos... De Isidro Paulí se dice que, en el año 1919, presentó por vez primera en Barcelona un instrumento musical entonces inédito: la batería. En aquella época, a este instrumento se le llamaba jazz band. Hubo otros músicos no menos importantes, pioneros del jazz bandismo: Jesús Guridi y José Iturbi.

### Los años 1930 y la posguerra
A partir de los años 1930, comienzan a aparecer por diversas ciudades españolas Hot Clubs al estilo de los que se habían desarrollado en Francia y, con ellos, los coleccionistas de discos de jazz, y las tiendas especializadas, como "Saci", en Madrid. España recibió la visita de otras bandas de prestigio, como la integrada por norteamericanos expatriados en Europa en los años 1930, «Willie Lewis and his Entertainers», con la que alternaron músicos del prestigio de Bill Coleman, Adelaide Hall y George Johnson. También llegaron jazz-band cubanas y danzoneras, destacando la orquesta "Havane Cubains Jazz" que tocaron en San Sebastián. Además visitaron nuestro país jazz-dancers que resultaban un verdadero espectáculo, como fue el caso de Eddie Brown y Louis Douglas (actor, bailarín y showman) y, especialmente, la gira de Josephine Baker, en febrero de 1930.
Barcelona se convirtió en el epicentro de la fiebre del hot que asoló la península en los años 1930. Algunas de las orquestinas de principios de siglo continuaban funcionando como orquestas de swing: "Demon's jazz", "Napoleon's", etc. El número de orquestas que funcionaban en la Barcelona de preguerra era enorme: "Melodian`s Orchestra", "The Venus Orquesta"...
Un evento de gran importancia fue la creación del Hot Club Barcelones (H.C.B.) por los aficionados, instigadores en el año 1934 del Barcelona jazz Club. Con la intención de propagar verdadero jazz se organizaban disco-forum, conciertos y conferencias. El Hot-Club amparó la publicación de Jazz Magazine y un programa de radio. En el verano de 1935 organizó un Festival de Jazz Internacional, el éxito fue tan apabullante que movió a sus patrocinadores a repetir. Para la tercera edición, el 29 de enero de 1936, se contrató al prestigioso saxofonista Benny Carter. Los ecos de las actividades del Hot-Club de Barcelona llegaron a toda Cataluña y fuera de esta, en Bilbao, Valladolid, Madrid y Valencia (donde José Aguilera fue el fundador y presidente del primer hot-club en los años 35-36), se constituyeron los embriones de los respectivos hot-club. Destaca la labor desarrollada por el tándem Augusto Algueró-Josep Casas Auge, director y arreglista- pianista respectivamente.
La guerra terminó con una edad de oro del jazz, y no solo del jazz, sino de toda la cultura. Fueron muchos los músicos, orquestas enteras, que se exiliaron.En este momento es cuando apareció la censura para evitar los desmanes de épocas precedentes que también rozó al jazz. Jazz había que escribirlo «yas» y los títulos de las canciones transcribirlas al castellano: Bésa
me mucho fue prohibida, luego autorizada y vuelta a prohibir; Ansiedad, en versión de Nat King Cole pasó por un descuido. El censor mandaba callar al trompetista demasiado estridente, bajaba faldas cortas de coristas y corregía letras por si faltaban a la moral, la autoridad o el buen orden. El «cheek to cheek» (mejilla con mejilla o baile agarrado) fue incluso prohibido por considerarlo una grave inmoralidad.  Se mantiene, no obstante, alguna presencia del género. Es el caso del primer crooner a la española, Marino Barreto, cubano que hizo llorar a media España encarnando al Negro que tenía el alma blanca. Otro cubano, Antonio Machín, personificó entre nosotros la figura del vocalista, a partir de 1939. A mediados de los 1940 toda orquesta debía contar con su vocalista, alternando el swing y el slow, con la ranchera y el bolero, en un estilo cursilón. Destacaron Luis Sancho, alias Jorge Sepúlveda, Raúl Abril, Raúl del Castillo, etc. Entre las vocalistas femeninas destacaban Pilar Morales, Blanquita Amaro, Rina Celi, Elsie Bayron, etc. También abundaron los tríos vocales de hermanas, fenómeno que se llamó «sisterismo», en imitación a las Andrews Sisters, como las Hermanas Rusell o las Hermanas Arveu. Fundada en 1944, la Orquesta Rovira fue de las primeras en presentarse en formación de concierto, con recitales en las salas Coliseum, Tívoli, Comedia y Principal.

### 1950-1975
El jazz recobró su pulso en Madrid a partir de 1947, sobre todo tras la creación del "Hot Club de Madrid" en 1948, que organizaba frecuentes jam sessions, promovió la edición de revistas y boletines, y produjo varios discos a nombre de artistas como George Johnson, Don Byas y el "Hot-Club de Madrid All stars", bajo la dirección artística del maestro Tejada. Los dirigentes del Hot Club de Madrid seleccionaron unos cuantos instrumentistas calificados de «Los mejores Músicos del año». En Barcelona, la nueva edad de oro del jazz se fijó en torno a los años 1948-1953, con matinés y jam-sesiones. Jazzistas, rumberos y flamencos convivieron en un mismo escenario. Estas sesiones, y especialmente la presencia de Don Byas, influyeron enormemente en músicos como Tete Montoliu, que entonces comenzaba su carrera. Otros músicos destacados de la época fueron Sebastián Albalat, número uno entre los saxofonistas barceloneses, un innovador además del mejor jazzman de su generación, que también era cantante, pianista y director de orquesta. También, entre otros, Joe Moro, Salvador Arevalillo, Salvador Font, Pere Bonet, etc.
La irrupción del be-bop generó una separación entre los aficionados, al tiempo que convirtió al jazz en privilegio de unos pocos espíritus cultivados. Junto a ello, ocurría que la mayor frecuencia en las visitas de los jazzmen americanos terminaron por saturar la frágil economía del aficionado. Víctimas primeras de ello fueron los músicos del país a quienes se les puso muy cuesta arriba tocar jazz. En los años 1960 surgió la primera crítica especializada en toda la extensión de la palabra, y los críticos mantuvieron vivo el jazz en prensa, revistas especializadas y radio, un medio que lo fue todo para el aficionado. El momento más interesante de esa época fue la inauguración, en octubre de 1959, en un sótano de la plaza Real de Barcelona, del Jamboree Jazz. Por este club pasaron en los años sesenta músicos del máximo prestigio como Ornette Coleman, Lee Konitz, Chet Baker, Dexter Gordon y un largo etc que sorprendería, aún hoy, a muchos. Las actuaciones de Ornette Coleman en trío, con Tete Montoliu y el batería Billy Brooks fueron saludadas por los críticos como un verdadero acontecimiento intelectual. Después poco a poco tendría lugar la formación de otros clubes históricos que abrirían y cerrarían sus puertas con excesiva rapidez como para consolidar una música y unos músicos. El "Whisky Jazz", en Madrid, es el que más años ha sobrevivido aunque con muchos cambios. Por el Whisky Jazz de la primera época pasaron gran número de artistas internacionales como Dexter Gordon, Lee Konitz, Paul Bley, Donald Byrd, pero sobre todo, y al igual que Jamboree, sirvió para que sus escenarios permitiesen a algunos jóvenes músicos demostrar su valía. Los más destacados de ellos: Tete Montoliu, Pedro Iturralde, Enrique Llácer "Regolí", Vlady Bas y Juan Carlos Calderón. 
Whisky y Jamboree fueron no sólo escaparate para el jazz foráneo, sino también y a falta de academias especializadas, la escuela en la que se forjó una generación de jazz men: los músicos de casa. Destaca el jazzista Tete Montoliu, «pianista sutil que pareciera haberse equivocado de tiempo, lugar e incluso color de piel», cuyo talento explotó por estos años. A raíz de sus actuaciones en los Festivales de Cannes (1958), San Remo (1959) y Berlín (1961), Montoliu sorprendió y conmovió al pequeño mundo de los aficionados al jazz. Tuvo la oportunidad de alternar con gigantes del jazz de la categoría de Dexter Gordon o Niels-Henning Ørsted Pedersen. En 1967 tocó en Nueva York y regreso a su ciudad natal , una vez que la actividad jazzística se hubo estabilizado por acción del recién abierto Jamboree. El saxofonista tenor navarro Pedro Iturralde comenzó tocando en las jam-sessions del club Suevia. El reconocimiento internacional le llegó en el año 1967, cuando presentó su Jazz Flamenco en el Festival de Berlín, junto a un joven Paco de Lucía. 
Por su parte, Juan Carlos Calderón, pianista nacido en Santander, donde se inició con bandas de jazz tradicional, se convirtió en asiduo acompañante de figuras norteamericanas de paso (algunas de las cuales, como Donna Hightower, permanecieron en España largo tiempo) y en el más reconocido de los arreglistas del país, además de dirigir una big band, con la que grabó uno de los discos esenciales del jazz español, Bloque 6, tras girar con la banda por diversos festivales nacionales.
Otra de las presencias en los escenarios de jazz nacionales, consolidada durante los años sesenta, fue el saxofonista Vladimiro Bas, único español que ha tocado con Louis Armstrong y que, más tarde, fue de los pocos en aventurarse en caminos cercanos al free jazz. En cuanto al baterista Enrique Llácer, "Regolí", estuvo en activo hasta bien entrada la década de 1980, siendo uno de los impulsores de la más famosa banda de dixieland española, la "Canal Street Jazz Band", formada en 1967 en Madrid, junto con el trombonista James Kashishian, el cornetista estadounidense Jeff Hughes y el pianista español Fernando Sobrino.
Se puede citar a otros muchos músicos que compaginaban su trabajo en la Orquesta Nacional o en la música popular, con sesiones de jazz, como José Chenoll o Sigfrido Vidaurreta, trombonistas; pianistas como Manuel Gas o el francés afincado en Madrid, Jean Luc Vallet; trompetistas como José Luis Medrano o Arturo Fornés; Joan Miró, vibrafonista; Carlos Casasnovas y Rafael de la Vega, contrabajos; o Pepe Nieto, batería. 
Otra fecha crucial, 1966, marcaría el desarrollo del jazz en España. En enero de ese año (exactamente el día 25) actuarían por primera vez Duke Ellington y Ella Fitzgerald, en Barcelona en el Palacio de la Música. Inmediatamente después nacerían, en septiembre, el Festival de Jazz de San Sebastián y en octubre el de Barcelona, este último con un cartel antológico: Dave Brubeck con Paul Desmond, Sonny Rollins con Max Roach y Tete Montoliu trío entre otros. Mucho más tarde, en 1977, Vitoria también se unió a esta oferta musical con el Festival de Jazz de Vitoria. En la actualidad son numerosas las ciudades que cuentan con su cita anual con los amantes de esta música.
Al margen de los Hot-Clubs de Barcelona y Madrid, el de mayor volumen era el sevillano; también los hubo en Granada (donde residió Stan Getz un tiempo, en Almuñécar) y en Valladolid. En Valencia funcionaba el Hot Club y en Santander el Drink Club. Hubo también otros clubes importantes como "Balboa Jazz" o el "Bourbon Street", en Madrid; "La Casa del Loco" en Bilbao; "Indigo" en Palma de Mallorca; o "Club 28" en Las Palmas de Gran Canaria.

## El jazz a finales delsigloXX
El Jazz, convaleciente en todo el mundo, agonizaba en nuestro país. Los hot-club de Barcelona y Madrid languidecían sin que nadie se interesara por ellos. La Universidad de los sesenta-setenta hizo causa común con el jazz joven, a cuyos representantes abrió los salones de actos y auditorios. Fundado en el año 1970, el Club de Música y Jazz del Colegio Mayor San Juan Evangelista puso el jazz al alcance del bolsillo universitario. "Raíces", un minúsculo sótano de la calle Galileo de Madrid, se constituyó en el legítimo heredero del viejo Whisky and Jazz, del que se diferenciaba en todo. Fueron sus impulsores entre otros, los saxofonistas Juan Muro, Antonio Moltó y Alejandro Pérez. La edad de oro del jazz madrileño tuvo su traducción en el «Festival del Jazz de San Isidro», verdadera puerta abierta a la contemporaneidad del género. En los San Isidros pudo escucharse a los jazzmen de primera línea de vanguardia. Por ellos pasaron los mejores músicos de jazz europeos cuando nadie se atrevía a traerlos.
Loa años 1970 marcaron el inicio de la aventura docente del jazz en nuestro país. En el año 1978 comenzó a funcionar en Barcelona el Aula de Música Moderna y Jazz, dependiente del «Centro d'Estudis Musicals»; le siguió dos años más tarde el Taller de Músics. Ambos centros abrieron sede en Madrid. Llama la atención el gran número de clubes que ofrecían jazz en la ciudad condal, además del Festival de jazz y la Asociación de Músicos de jazz.
En las últimas décadas del siglo XX, el jazz español comienza a consolidar un lenguaje propio, una hábil mezcla de lo mejor y más profundo del flamenco con las formas del jazz contemporáneo. El saxofonista madrileño Jorge Pardo, el bajista barcelonés Carles Benavent y el percusionista brasileño Rubem Dantas han aportado el espíritu jazzístico a la presencia flamenca de Paco de Lucía y sus dos hermanos. Ninguno de los tres era un recién llegado, Pardo y Dantas ya habían militado juntos con Joan Albert Amargós, quien había realizado ya sus primeros pinitos con el flamenco en el grupo “Música Urbana”. 
En cuanto a los músicos de jazz más ortodoxos, Tete Montoliu ha sido el baluarte de varias generaciones de jazzmen hispanos. El pianista Ricard Miralles, tras su larga relación profesional con Joan Manuel Serrat, ha regresado al jazz en la capital estatal en solitario y en dúo con el también pianista Horacio Icasto (quien acompañó frecuentemente a la cantante Sonia Vallet, hija de Jean Luc Vallet). Lou Bennett también pertenece a esa generación, aunque nació en USA, pero la parte más importante de su carrera la ha vivido entre Francia y España. También destacan el guitarrista valenciano Ximo Tebar y el saxofonista americano-sevillano Abdu Salim.
Con posterioridad a esos músicos que podríamos llamar de la generación del Jamboree-Whisky Jazz, las miradas de los jóvenes músicos estaban colocadas en otros estilos musicales, entrando de lleno en los ochenta, época de gran profusión de grupos, solistas e ideas que no siempre han podido madurar lo suficiente. Valencia se convierte en bastión de primerísimo orden por lo que respecta al número y calidad de músicos, aficionados y críticos. Tanto es así que hay quien la considera la primera capital jazzística del país. Músicos como Perico Sambeat (saxo), Toni Belenguer (Trombón), David Pastor (Trompeta), Ramón Cardo (saxo), Ximo Tébar (Guitarra), Jesús Santandreu (Saxo), Javier Vercher (Saxo), Albert Sanz (Piano),  proceden de esta ciudad. Pero si Valencia es un valor consolidado para el jazz, en esta época Andalucía fue la comunidad autónoma en donde se dio el mayor incremento en el número de seguidores, se montaron festivales o ciclos de conciertos en Sevilla, Málaga, Festival de Jazz de Granada, Festival de jazz de Almería y hasta en Jaén, con clubs de jazz que consiguieron gran proyección ("Chubby cheek" en Jaén, "Georgia" en Almería, "El secadero" en Granada...). De la cantera andaluza, salieron jazzistas como los guitarristas Tito Alcedo y Nono García, los pianistas Chano Domínguez y Henry Vincent, el trompetista Julián Sánchez, el saxofonista Pedro Cortejosa, el contrabajista Francisco Posé, la cantante Celia Mur y otros.
Entre los jazzmen de final de siglo en nuestro país encontramos saxofonistas como Joan Albert, Víctor de Diego, Xavier Figuerola o Javier Garayalde; trompetistas como Josep María Farrás; pianistas como Albert Bover, Lluís Coloma e Iñaki Salvador; contrabajistas como Javier Colina, Horacio Fumero o Miguel Ángel Chastang; guitarristas como José Luis Gámez o Ángel Rubio, y bateristas como Carlos Carli, Marc Miralta  o Guillermo McGill. También es necesario considerar a un nutrido grupo de músicos cubanos asentados en la escena española, como es el caso del trompetista Manuel Machado, los saxofonistas Nardy Castellini y Rafael Garcés, o el percusionista Moisés Porro.
Entre los músicos que han preferido la experimentación o los caminos del jazz rock y todas sus evoluciones electrónicas posteriores, es necesario destacar a los saxofonistas Valentín Álvarez, Javier Paxarino y Wade Matthews, los contrabajistas Baldo Martínez y Zé Eduardo, el guitarrista Max Sunyer y grupos más o menos estables como Pegasus, Clónicos, Zyklus etc. Destacados son también el batería Jordi Rossy, que ha tocado con Paquito de Rivera y Brad Mehldau; el pianista Chano Domínguez, con George Mraz y Jeff Ballard en su último disco, o Ignasi Terraza, que lo ha hecho con Gregory Hutchinson y Pierre Boussaguet.
No podemos olvidar, al hablar de la proyección internacional de nuestros músicos, que Carles Benavent fue el bajista del grupo de Chick Corea durante más de un año, y conocida es la exigencia del pianista de Boston con sus músicos. Benavent grabó dos discos con Corea (The Jobourg Sessions y Touchtone). Jorge Pardo y Carlos Benavent han realizado también otras experiencias internacionales, tras su «Flamencos en New York»: formaron el grupo Zebra Coast con Gil Goldstein, Alex Acuña, Don Alias, Mino Cinelu, y Wolfgang Muthspiel. El septeto actuó en diversas ocasiones en clubes neoyorquinos (Blue Note, Village Vanguard, Sweet Basil) con notable éxito.
La nueva generación con jóvenes emergentes y grandes talentos como los pianistas Marco Mezquida, Alberto Palau; los saxofonistas Ernesto Aurignac, Enrique Oliver, Vicent Macián, Víctor Jiménez, Borja Baixauli; los contrabajistas Dee Jay Foster, Mattew Baker, Rubén Carles, Tom Warburton; los trompetistas Félix Rossy, Voro García, Pepe Zaragoza; los Bateristas Borja Barrueta, Ramón Prats, Iago Fernández, Igor Tavan, Roger Gutiérrez, Santi Colomer, Guillém Arnedo; los trombonistas Vicent Pérez, Paco Soler; lo guitarrista Jaume Llombart, Iván Cebrián; la cantantes Celeste Alias, Lupe Azcano, Andrea Motis, Noa Lur
En 2011 en el documental "Jazz en España" de la productora "14 pies" para la cadena de televisión Canal de Historia, se recogen los testimonios de algunos músicos y críticos de Jazz españoles, con algunos documentos históricos de esta música en España.